# Hellraiser (film)
Hellraiser è un film del 1987 scritto e diretto da Clive Barker e tratto dal romanzo horror breve Schiavi dell'inferno dello stesso Barker. 
È il primo film della saga di Hellraiser, composta da nove sequel e un reboot, con protagonista il cenobita Pinhead e la misteriosa Scatola di Lemarchand.
L'edizione home video è stata distribuita con il titolo Hellraiser - Non ci sono limiti.

## Trama
Marocco. In un caffè, l'americano Frank Cotton, un edonista che conduce una vita sregolata tra sesso e droghe, acquista da un locale la Scatola di Lemarchand, un piccolo e misterioso un cubo rompicapo che si dice dia accesso a dei piaceri inimmaginabili.
USA. Tornato nella casa fatiscente di famiglia dove vive da solo, Frank, chiusosi nella soffitta, apre la Scatola evocando così dei demoni Cenobiti ("Supplizianti" in italiano) che, servendosi di catene uncinate, gli strappano via la carne dal corpo riducendolo a brandelli. 
Tempo dopo. Larry Cotton, fratello di Frank, e Julia, sua seconda moglie e amante segreta di Frank, ignari di quello che è accaduto all'uomo, si trasferiscono nell'abitazione e quando, durante il trasloco, Larry si ferisce a una mano, il suo sangue, caduto sul pavimento della soffitta, fa sì che Frank, che non è morto ma imprigionato in una mostruosa condizione di disfacimento fisico e i cui resti sono ancora sul posto, torni in vita anche se in condizioni fisiche disastrose: è poco più che ossa e grasso. Un giorno poi Julia, sentendo dei rumori provenir dalla soffitta, va a controllare, trova Frank e, dato che per tornare alle condizioni normali l'uomo ha bisogno di sangue, decide di aiutarlo fornendogli delle vittime; è così che, nei giorni seguenti, Julia abborda degli uomini e li convince a seguirla nella sua casa dove, una volta nella soffitta, li colpisce con un martello in modo che Frank possa nutrirsi del loro sangue e rivitalizzarsi.  
Accortosi che c'è qualcosa di strano nel comportamento della moglie, Larry chiede alla figlia Kirsty, da poco in città, di fare compagnia alla matrigna mentre lui è al lavoro e così, il giorno dopo, Kirsty si reca nella casa e vista Julia portarvi con uno sconosciuto, entra di soppiatto scoprendo il terribile segreto; è così che Frank, non potendosi permettere che si venga a sapere della sua condizione e degli omicidi, tenta di uccidere la nipote che però, presa la Scatola di cui lo zio sembra ossessionato, riesce a scappare.
Kirsty, trovata a vagare per strada sotto shock, viene ricoverata in ospedale, dove, rinchiusa in stanza dai medici con la Scatola la apre evocando anche lei i demoni Cenobiti Pinhead (chiamato così dai fan), donna Cenobita, Chatterer, Butterball e Ingegnere e scoprendo che sono degli "esploratori" di un'altra dimensione in cerca di esperienze carnali angoscianti. Essendo stati evocati, i Cenobiti vogliono portare Kirsty con loro ma lei, per sfuggire alle loro torture, propone un patto: consegnerà loro il fuggiasco zio Frank in cambio della salvezza; è così che i Cenobiti, contrariati dal fatto che Frank sia l'unico che sia riuscito a scappargli, accettano. 
Tornata dunque a casa Kristy, dopo aver scoperto che Frank ha ucciso Larry e preso possesso della sua pelle, viene aggredita dallo zio che, dopo aver accoltellato accidentalmente Julie per poi assorbirla parzialmente e infine lasciarla ai Cenobiti, va nella soffitta dove viene nuovamente catturato e smembrato dai Cenobiti pochi secondi prima che accoltelli la nipote. Quando però i Cenobiti cercano di prendere anche Kirsty, infrangendo così il patto, la giovane afferra la Scatola e, grazie anche all'aiuto dell'amico Steve, riesce a richiuderla facendo tornare i Cenobiti nella loro dimensione e causando il crollo dell'abitazione 
Infine, Kirsty e Steve tentano di eliminare la Scatola bruciandola ma un misterioso senzatetto la recupera dalle fiamme e, trasformandosi in un drago scheletrico, vola via con lei.
Marocco. Nello stesso caffè, lo stesso locale vende la Scatola di Lemarchand a un nuovo acquirente.

## Produzione
Scontento dei film ispirati ai suoi racconti e soprattutto di quello basato su Rawhead Rex, Clive Barker decise di adattare lui stesso il suo romanzo più recente, The Hellbound Heart, per il grande schermo. Fu così che, assemblata una collezione di appunti e disegni che indicavano come il film avrebbe dovuto essere, Barker contattò il produttore Christopher Figg che gli assicurò un contratto con la New World Pictures. 
Il film fu filmato con un budget piuttosto limitato e quasi esclusivamente in una casa vera, costringendo Barker a essere il più creativo possibile: c'era spesso lo spazio per una sola telecamera - il che spiega perché molte delle inquadrature sono fatte da un solo angolo - e gli unici movimenti possibili per gli operatori della telecamera erano verticali - il che spiega i ripetuti zoom; soltanto la soffitta è stata ricostruita su un set e, comunque, usata solo per le scene con effetti speciali di Bob Keen. In particolare, la New Line Productions, Inc., insoddisfatta del risultato, fornì altri fondi per rigirare la scena della rinascita di Frank (la prima scena girata prevedeva un cadavere essiccato emergere dalla parete), tuttavia, anche la nuova scena girata, fu ritenuta di scarsa qualità da molti spettatori del film. In risposta alle critiche Barker spiegò che, considerando il budget molto ridotto, i mezzi a disposizione e la quantità di alcol consumata durante le riprese, l'effetto speciale era riuscito abbastanza bene.

## Colonna sonora
Sebbene inizialmente fu ingaggiata la band Coil per la colonna sonora, la musica da loro fornita venne rifiutata e così Christopher Young provvide a una composizione orchestrale più tradizionale. I brani dei Coil, descritti da Barker stesso come «da far torcere le budella», furono pubblicati nell'album The Unreleased Themes for Hellraiser e come parte della compilation Unnatural History II dei Coil.

### Album
Hellraiser è una colonna sonora di Christopher Young, pubblicata il 18 settembre 1987.

### Tracce
1. Hellraiser – 1:43
2. Resurrection – 2:32
3. Hellbound Heart – 5:05
4. The Lament Configuration – 3:31
5. Reunion – 3:11
6. A Quick Death – 1:16
7. Seduction And Pursuit – 3:01
8. In Love's Name – 2:56
9. The Cenobites – 4:13
10. The Rat Race Slice Quartet – 3:15
11. Re-Resurrection – 2:34
12. Uncle Frank – 2:59
13. Brought On By Night – 2:18
14. Another Puzzle – 4:06

Durata totale: 42:40

## Distribuzione
(tagline del film)
Il titolo indicato sulla locandina italiana del film era Hellraiser - Non ci sono limiti .

### Divieti
Negli USA la MPAA ha classificato il film come Vietato ai minori di 17 anni non accompagnati da un adulto(R).

## Accoglienza

### Incassi
Nella sua prima settimana di proiezioni il film ha incassato un totale di 4.453.232$, diventando il terzo più visto del weekend, dietro Attrazione fatale ed Ehi... ci stai?. In totale il film ha incassato 14.564.027$ nei soli USA, a fronte di un costo stimato intorno a 1.000.000$.

### Critica
Sull'aggregatore di recensioni Rotten Tomatoes la serie riceve il 70% delle recensioni professionali positive, mentre su Metacritic ha un punteggio di 56 su 100 basato su 17 recensioni professionali.

## Riconoscimenti
- 1987 – Festival del Cinema di Sitges
  - Candidatura per il miglior film
- 1988 – Festival internazionale del film fantastico di Avoriaz
  - Fear Section Award
- 1988 – Saturn Award
  - Candidatura per il miglior film horror
  - Candidatura per la miglior colonna sonora a Christopher Young
  - Candidatura per il miglior trucco a Bob Keen
- 2010 – Saturn Award
  - Candidatura per la miglior edizione DVD/Blu-ray per il cofanetto Hellraiser Boxed Set contenente i primi tre film
- 1988 – Festival internazionale del cinema di Porto
  - Critic's Award
  - Candidatura per il miglior film

## Differenze tra film e racconto
- L'aspetto della Scatola di Lemarchand o Configurazione del Lamento differisce tra libro e film: nel libro è di colore nero e senza decorazioni, mentre nel film è di legno di rovere con rifiniture dorate; inoltre, anche la soluzione dell'enigma è diversa tra libro e film
- Il personaggio che poi prenderà il nome di Pinhead differisce molto tra libro e film: nel libro non vi è una sostanziale differenza di ruoli tra lui e gli altri Cenobiti, mentre nel film è il loro leader fuori dalla loro dimensione;  inoltre, nel film presenta una griglia di tagli sul volto con degli spilli che gli perforano agli incroci, mentre nel libro la griglia sul viso è tatuata e i chiodi che gli perforano il cranio sono ingioiellati, inoltre una decorazione simile gli perfora anche la lingua
- Nel libro il fratello di Frank nonché marito di Julia si chiama Rory, mentre nel film si chiama Larry
- Nel libro Kirsty è un'amica di Rory ed è innamorata di lui, mentre nel film è la figlia di Larry e, quindi, nipote di Frank
- Nel libro Frank si rigenera da dei resti di sperma da lui stesso emesso un attimo prima di essere trasportato nella dimensione dei Cenobiti, mentre nel film Frank si rigenera dai suoi resti mortali
- Nel libro alcune delle iconiche frasi dette da Pinhead nel film appartengono in realtà a Lead Cenobite, un personaggio che non appare proprio nei film.
- Il personaggio de L'Ingegnere ("The Engineer") differisce completamente tra libro e film: nel libro è l'unico a poter comandare i Cenobiti e, quando appare nella sua forma reale, è raffigurato come una testa umana circondata da un alone chiaro, mentre nel film, oltre a non avere nessun tipo di potere, è un mostro dall'aspetto orrendamente deforme e incapace di parlare.
- Il barbone che nel finale si trasforma in demone e ruba la Scatola non è presente nel libro dove, però, è presente un personaggio ingobbito che, nel finale, dopo il crollo della casa, restituisce a Kirsty la Scatola e che l'autore indica come L'Ingegnere.
- Nel finale del film, Pinhead e gli altri Cenobiti cercano comunque di uccidere Kirsty, infrangendo il patto, mentre nel libro i Cenobiti sono di parola e anzi invitano Kirsty ad allontanarsi perché quanto stava per accadere a Frank non la riguardava; questa differenza fu, con tutta probabilità, richiesta dalla produzione che voleva un incattivimento dei personaggi dei Cenobiti.
- Nel libro non è presente il personaggio di Steve

## Libri
- Nel 1996 la sceneggiatura completa del film fu raccolta in un volume con schizzi e disegni di Clive Baker e venduta in allegato al laserdisc del film col titolo Hellraiser: a film by Clive Barker.
- Benché pubblicizzati come sequel di Schiavi dell'Inferno, i romanzi Vangeli di sangue (2015, di Clive Barker) e Hellraiser: il tributo (2018, di Mark Alan Miller sotto la supervisione di Barker) sono in realtà sequel di questo film infatti Pinhead è, per ruolo, aspetto e carattere, identico a come è nel film, Kirsty è la figlia di Larry (e non un'amica) e la Scatola di Lemarchand è descritta come appare nei film.